# Adas Juškevičius
Adas Juškevičius (Kaunas, 3 gennaio 1989) è un cestista lituano.

## Carriera
Con la Lituania ha disputato i Campionati mondiali del 2014, i Giochi olimpici di Rio de Janeiro 2016 e i Campionati europei del 2017.

## Statistiche

### Eurolega
| Anno      | Squadra         | PG | PT | MP  | TC%  | 3P%  | TL%  | RP  | AP  | PRP | SP  | PP  |
| --------- | --------------- | -- | -- | --- | ---- | ---- | ---- | --- | --- | --- | --- | --- |
| 2009-2010 | Žalgiris Kaunas | 9  | 0  | 8,9 | 41,2 | 16,7 | 75,0 | 0,9 | 0,2 | 0,2 | 0,0 | 2,0 |
| 2012-2013 | Žalgiris Kaunas | 14 | 0  | 8,9 | 40,7 | 50,0 | 71,4 | 1,2 | 0,9 | 0,1 | 0,1 | 2,1 |
| Carriera  | Carriera        | 23 | 0  | 8,9 | 40,9 | 33,3 | 72,7 | 1,1 | 0,7 | 0,2 | 0,0 | 2,1 |

### Eurocup
| Anno      | Squadra       | PG | PT | MP   | TC%  | 3P%  | TL%  | RP  | AP  | PRP | SP  | PP   |
| --------- | ------------- | -- | -- | ---- | ---- | ---- | ---- | --- | --- | --- | --- | ---- |
| 2011-2012 | Prienai       | 6  | 2  | 24,1 | 44,2 | 25,0 | 60,0 | 3,7 | 2,0 | 1,2 | 0,0 | 8,5  |
| 2014-2015 | Rytas Vilnius | 18 | 14 | 24,8 | 52,9 | 44,2 | 76,7 | 2,3 | 4,4 | 1,1 | 0,2 | 9,8  |
| 2015-2016 | Rytas Vilnius | 10 | 0  | 18,6 | 46,3 | 45,5 | 84,6 | 1,6 | 2,5 | 1,0 | 0,2 | 7,6  |
| 2017-2018 | Lietkabelis   | 10 | 8  | 28,0 | 46,5 | 41,4 | 76,2 | 3,6 | 3,0 | 0,5 | 0,2 | 12,0 |
| 2017-2018 | Galatasaray   | 3  | 2  | 25,1 | 40,7 | 43,8 | 75,0 | 2,3 | 3,7 | 0,3 | 0,0 | 10,7 |
| 2023-2024 | Wolves        | 11 | 1  | 12,7 | 37,5 | 39,4 | 80,8 | 1,1 | 1,7 | 0,3 | 0,1 | 6,4  |
| Carriera  | Carriera      | 58 | 27 | 21,9 | 46,7 | 41,3 | 76,1 | 2,3 | 3,0 | 0,8 | 0,2 | 9,1  |

## Palmarès
- Campionato lituano: 1

Žalgiris Kaunas: 2012-13
- Coppa di Lituania: 1

Lietuvos Rytas: 2016
- Lega Baltica: 1

Žalgiris Kaunas: 2009-10